# Uraeotyphlus menoni
Espèce
Statut de conservation UICN

 DD  : Données insuffisantes
Uraeotyphlus menoni est une espèce de gymnophiones de la famille des Ichthyophiidae.

## Répartition
Cette espèce est endémique du Kerala en Inde.

## Étymologie
Cette espèce est nommée en l'honneur de K. Ramunni Menon.

## Publication originale
- Annandale, 1913 : Some new and interesting Batrachia and lizards from India, Ceylon and Borneo. Records of the Indian Museum, vol. 9, p. 301-307 (texte intégral).